# Wysokofunkcjonujący alkoholik
Wysokofunkcjonujący alkoholik (ang. High-Functioning Alcoholic; HFA) – to osoba, która nadużywa alkoholu, ale mimo to potrafi zachować pozory normalnego życia i skutecznie funkcjonować, wywiązując się z codziennych obowiązków. Tacy ludzie często mają stałą pracę, są w związkach, nawiązują relacje społeczne, a także wypełniają swoje role w rodzinie. Ich uzależnienie nie jest zazwyczaj widoczne na pierwszy rzut oka, co sprawia, że mogą ukrywać swoje problemy z alkoholem przed otoczeniem przez długi czas.

## Charakterystyka alkoholika wysokofunkcjonującego
Wysokofunkcjonujący alkoholicy mogą przez długi czas unikać konsekwencji swojego nałogu, takich jak problemy prawne, zawodowe czy zdrowotne, które są częstsze w przypadku osób z bardziej widocznymi problemami alkoholowymi. Jednakże, w dłuższej perspektywie, ich uzależnienie również ma negatywny wpływ na ich zdrowie fizyczne i psychiczne oraz relacje z innymi ludźmi.
Objawy alkoholizmu wysokofunkcjonującego to m.in.:
- pozory normalności, jakie umie stworzyć wysokofunkcjonujący alkoholik;
- duża tolerancja organizmu na spożywanie alkoholu;
- zaprzeczanie i racjonalizacja choroby alkoholowej;
- wewnętrzne konflikty związane z wpływem alkoholu na życie osób uzależnionych;
- utrzymywanie ról społecznych, co jest najbardziej charakterystyczne dla alkoholików wysokofunkcjonujących[2].

## Przyczyny HFA
Przyczyny alkoholizmu wysokofunkcjonującego są złożone i mogą wynikać z kombinacji czynników genetycznych, środowiskowych, psychologicznych oraz społecznych. Alkoholik wysokofunkcjonujący często boryka się z problemami emocjonalnymi, takimi jak depresja, lęk, niskie poczucie własnej wartości czy traumy z przeszłości. Alkohol bywa wówczas wykorzystywany jako sposób na radzenie sobie z trudnymi emocjami i stresami. Ponadto choroba alkoholowa często rozwija się u osób zajmujących wysokie stanowiska lub pracujących w stresujących zawodach. Alkohol jest dla nich sposobem na odprężenie po ciężkim dniu pracy lub na radzenie sobie z presją zawodową. Co jest z tym związane, wysokofunkcjonujący alkoholizm rozwija się często u osób ambitnych, które dążą do perfekcjonizmu w życiu zawodowym i osobistym. Mogą używać alkoholu jako narzędzia do relaksacji i tymczasowego złagodzenia napięcia związanego z wysokimi oczekiwaniami wobec samych siebie.

## Życie rodzinne
Relacje osób z wysokofunkcjonującym alkoholizmem (HFA) mogą być skomplikowane i pełne napięć, mimo że na zewnątrz wszystko może wyglądać na mieszczące się w normie. Osoba uzależniona zwykle dba o swoje obowiązki służbowe i rodzinne, co sprawia, że problem alkoholowy jest u niej mniej widoczny. Wysokofunkcjonujący alkoholicy często starają się ukrywać swoje picie przed rodziną, przez co muszą posługiwać się dużą ilością tajemnic i kłamstw. Mogą pić po cichu, w ukryciu, aby utrzymać pozory normalnego życia.
Chociaż mogą być fizycznie obecni, ich emocjonalna dostępność staje się ograniczona. Alkohol bywa narzędziem do radzenia sobie z własnymi problemami, co prowadzi do zaniedbywania potrzeb emocjonalnych pozostałych członków rodziny. Bliscy mogą z kolei rozwijać u siebie współuzależnienie, gdyż ich życie zaczyna kręcić się wokół problemu alkoholowego bliskiej osoby. Mogą starać się kontrolować picie alkoholika, chronić go przed konsekwencjami jego zachowań lub sami zacząć zaniedbywać swoje potrzeby.

## Alkoholizm wysokofunkcjonujący – statystyki
Grupę alkoholików wysokofunkcjonujących można scharakteryzować w następujący sposób: „Są to osoby w średnim wieku (przeciętnie 41 lat). Znaczny odsetek, ok. 40 proc., stanowiły kobiety. Znalazło się w niej proporcjonalnie najwięcej emerytów w porównaniu z pozostałymi podtypami – ok. 5 proc. Dla HFA charakterystyczny jest stosunkowo późny początek spożywania alkoholu (w wieku 18,5 roku) i stosunkowo późny początek choroby alkoholowej (37 lat).”
Badania amerykańskiego Narodowego Instytutu ds. Alkoholizmu (ang. National Institute for Alcohol Abuse and Alcoholism) dowiodły, że w USA dwadzieścia procent uzależnionych od alkoholu to alkoholicy wysokofunkcjonujący. W Polsce podobne badania nie zostały dotąd przeprowadzone, ale istnieją inne statystyki obrazujące problem spożycia alkoholu, który może przekształcić się w typ wysokofunkcjonujący. W 2011 roku problemem alkoholizmu wśród pracowników na wysokich szczeblach zajęła się Szkoła Pedagogiki Resocjalizacyjnej w Warszawie. Z jej danych wynika, że osiemnaście procent pracowników polskich korporacji pije alkohol codziennie, a czterdzieści procent kilka razy na tydzień.

## Alkoholizm wysokofunkcjonujący u kobiet
Badania pokazują, że wśród alkoholików lepiej funkcjonujących znajduje się stosunkowo wysoki procent kobiet. Osoby te rzadko też przyjmują inne środki psychoaktywne. Fizyczne uzależnienie od substancji jest u nich również mniej częste. U alkoholików o łagodniejszym przebiegu choroby jak ma to miejsce w przypadku HFA, rzadziej pojawiają się również zaburzenia psychiczne. To, że statystycznie jako HFA częściej funkcjonują kobiety, prawdopodobnie jest związane z licznymi rolami, jakie pełnią w społeczeństwie. Często są one odpowiedzialne także za inne osoby, np. dzieci, rodziców w podeszłym wieku czy rodzeństwo i stąd bierze się ich zdolność do lepszego funkcjonowania i odgrywania swoich rodzinnych ról nawet w trakcie choroby alkoholowej, niż ma to miejsce w przypadku mężczyzn.

## Leczenie alkoholizmu wysokofunkcjonującego
Leczenie alkoholizmu wysokofunkcjonującego polega w głównej mierze na psychoterapii uzależnienia, udziale w spotkaniach grup terapeutycznych oraz stosowaniu leków (przede wszystkim akamprozatu, naltreksonu i nalmefenu).
Bardzo ważnym krokiem jest przyznanie się alkoholika, że ma problem. HFA często zaprzeczają swojemu uzależnieniu, ponieważ ich życie jest pozornie stabilne. W uznaniu problemu może pomóc edukacja na temat uzależnienia i jego skutków. Spotkania z terapeutą przyczyniają się do identyfikacji przyczyn uzależnienia, lepszego radzenia sobie z emocjami i skuteczniejszego rozwiązywania problemów osobistych.
Uczestnictwo w grupach takich jak Anonimowi Alkoholicy (AA) może zapewnić wsparcie i poczucie wspólnoty. Spotkania AA realizują program „dwunastu kroków”, który pomaga w procesie zdrowienia. Terapia rodzinna pomaga natomiast w naprawie i odbudowie relacji rodzinnych oraz w edukacji bliskich na temat uzależnienia. W niektórych przypadkach u alkoholika konieczna może być detoksykacja, aby bezpiecznie przeprowadzić pacjenta przez objawy odstawienne. Detoksykacja (odtrucie) to często początek drogi, dający nadzieję na zerwanie z nałogiem. W leczeniu alkoholizmu dużą rolę odgrywają także leki – naltrekson, akamprozat czy disulfiram, które zmniejszają ochotę na alkohol lub wywołują negatywne objawy po jego spożyciu.
Nie mniej ważne jest wsparcie bliskich. Przeznaczone dla nich są grupy takie jak Al-Anon, mogące pomóc w radzeniu sobie z wyzwaniami wynikającymi z życia z osobą uzależnioną.
Proces leczenia HFA jest długoterminowy i wymaga zaangażowania zarówno osoby uzależnionej, jak i jej bliskich. Współpraca z profesjonalistami, takimi jak lekarze oraz terapeuci jest kluczowa, aby skutecznie pokonać chorobę.